# Kościół imienia Krzyża Chrystusa w Lubawce
Kościół Imienia Krzyża Chrystusa – neogotycka budowla sakralna znajdująca się w Lubawce przy ul. Wojska Polskiego.

## Historia
Wybudowany w stylu neogotyckim z piaskowca w latach 1847–1848, dzięki wsparciu Fundacji Gustawa Adolfa, według projektu Karla Häuslera z Medziboru. Murowany, na planie prostokąta, salowy, z piętrowymi emporami, nakryty 4-spadowym dachem. Wieżę dobudowano w 1853 r., a nowy hełm założono w 1903 r. Użytkowany do 1946 r., potem opuszczony. Został przejęty przez zakład „Gambit” w l. 70 XX w. W latach 1977-79 adaptowany na salę gimnastyczną. W czasie adaptacji zdjęto z wieży hełm. Obecnie służy jako magazyn.
Obok teren dawnego cmentarza ewangelickiego z kostnicą z ok. 1850 r. - również adaptowaną na magazyn. W skład zespołu wchodzi jeszcze budynek administracyjny z ok. 1880 r.